# Eilema angulifascia
Eilema angulifascia är en fjärilsart som beskrevs av Embrik Strand 1912. Eilema angulifascia ingår i släktet Eilema och familjen björnspinnare. Inga underarter finns listade i Catalogue of Life.